# Philipp Blom

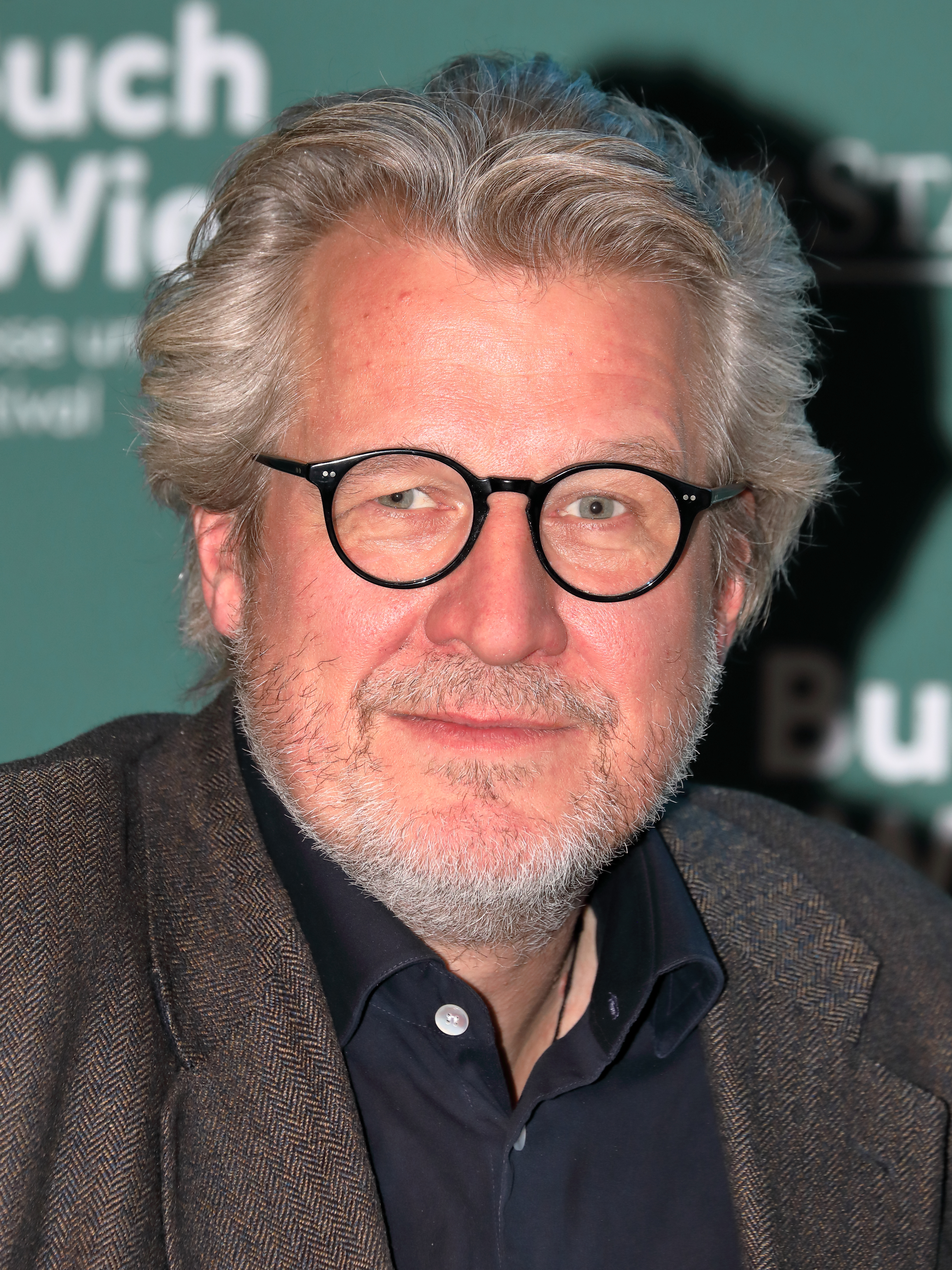
Philipp Blom (2024)

Philipp Sievert Blom (* 22. Januar 1970 in Hamburg) ist ein deutscher Schriftsteller, Historiker, Journalist und Übersetzer.

## Leben und Werk
Philipp Blom wurde als Sohn einer Sängerin und eines Dirigenten in Hamburg geboren und wuchs dort und in Detmold auf, wo seine Mutter als Sprecherzieherin unterrichtete. Da die Eltern sich nach vierzehn Jahre Ehe scheiden ließen, wuchs er zuletzt bei seiner Mutter auf. Nach dem Abitur an der Rudolf Steiner Schule im Landschulheim Schloss Hamborn studierte er seit 1990 Philosophie, Geschichte und Judaistik in Wien und Oxford, wo er 1994 mit einer Arbeit über den neokantianischen Philosophen Hermann Cohen als Master of Philosophy abschloss und 1996 mit einer Dissertation über die Nietzsche-Rezeption und das Rassendenken im Kulturzionismus promoviert wurde. Blom arbeitete anschließend in London und Paris. Seit 2007 lebt er in Wien. 
Er schreibt auf Englisch und Deutsch. Seine historischen Werke beschäftigen sich mit Geistesgeschichte und der Geschichte von Mentalitäten: Sammelwunder, Sammelwahn ist eine Geschichte der Sammelkultur seit der Renaissance; Das vernünftige Ungeheuer: Diderot, d’Alembert, de Jaucourt und die Große Enzyklopädie referiert nicht nur die Geschichte eines zentralen Ereignisses der Aufklärung, sondern auch die persönlichen und intellektuellen Konflikte zwischen den Aufklärern. In seinem Buch The Vertigo Years: Change and Culture in the West 1900–1914 (deutsch 2009: Der taumelnde Kontinent. Europa 1900–1914) beschäftigt sich Blom mit den sozialen, kulturellen und intellektuellen Umbrüchen am Anfang des zwanzigsten Jahrhunderts. Seine Romane Die Simmons Papiere und Luxor sind dem Genre der philosophischen Fabel zuzuordnen. 2000 veröffentlichte er außerdem ein Sachbuch über österreichische Weine (The Wines of Austria). Blom publizierte auch in den österreichischen Weinzeitschriften Vinaria und „wein.pur“ sowie in den Weinmagazinen „Decanter“, „Wine & Spirits“ und „La Revue du vin de France“.
Unter dem Titel Die zerrissenen Jahre 1918–1938 erschien 2014 die deutsche Übersetzung seines Buches The wars within. Als Journalist hat Blom in Zeitungen und Zeitschriften in Großbritannien (The Guardian, The Independent, Financial Times, Times Literary Supplement) und im deutschsprachigen Raum (Die Zeit, Neue Zürcher Zeitung, Frankfurter Allgemeine Zeitung, Süddeutsche Zeitung, Der Standard) publiziert. Im österreichischen Radio-Kultursender Ö1 moderiert Blom regelmäßig die Diskussionssendung Von Tag zu Tag bzw. deren Nachfolgesendung Punkt eins.
Seit 2016 ist Blom Beiratsmitglied der Giordano-Bruno-Stiftung. Im März 2017 wurde er in den Stiftungsrat des Friedenspreises des Deutschen Buchhandels berufen. 2018 trat er als Redner bei den Salzburger Festspielen in Erscheinung. Er ist überdies Kurator im Kreisky Forum.
Seit 2022 produziert Philipp Blom unter dem Titel Blomcast einen Podcast in deutscher und in englischer Sprache, der sich mit „Wendepunkten der Geschichte“ beschäftigt.
Blom ist mit der neuseeländischen Schriftstellerin Veronica Buckley verheiratet.

## Auszeichnungen und Stipendien
- 2017: proZukunft Top Ten der Zukunftsliteratur 2017 für Was auf dem Spiel steht[13]
- 2014: Friedrich-Schiedel-Literaturpreis
- 2013: Prix Terenci Moix, Spanien
- 2013: Grauer Lecture, Kanada
- 2012–2013: Visiting Scholar, Getty Research Institute, Los Angeles
- 2012: Van der Leeuw-Lezing, Groningen
- 2012: Theodor-Körner-Preis für Wissenschaft, Wien
- 2011–2012: Elias-Canetti-Stipendium der Stadt Wien, Wien
- 2011: Gleim-Literaturpreis für Böse Philosophen. Ein Salon in Paris und das vergessene Erbe der Aufklärung
- 2010: De Groene Waterman Prijs, Antwerpen
- 2009: NDR Kultur Sachbuchpreis für Der taumelnde Kontinent. Europa 1900–1914
- 2009: Stipendium des IFK, Wien

## Schriften (Auswahl)

### Monographien und Herausgeberschaften
- Martin Buber and the spiritual revolution of the Prague Bar Kochba. Nationalist rhetoric and the politics of beauty. Dissertation, Universität Oxford, 1996.
- Hermann Cohen. Eine philosophische Biographie. In: Jüdischer Almanach 1997. Suhrkamp, Frankfurt am Main 1996, ISBN 3-633-54119-5.
- (Hrsg.) Die Simmons-Papiere. Aus dem Englischen von Philipp Blom. Berlin Verlag, Berlin 1997, ISBN 3-8270-0234-6.
- Das Gedenken – Ein Geschäft? In: Petra Steinberger (Hrsg.): Die Finkelstein-Debatte. Piper, München 2001, ISBN 3-492-04328-3.
- Sammelwunder, Sammelwahn. Szenen aus der Geschichte einer Leidenschaft. Aus dem Englischen von Philipp Blom. Eichborn, Frankfurt am Main 2004, Reihe Die Andere Bibliothek, ISBN 3-8218-4537-6.
- Das vernünftige Ungeheuer. Diderot, d’Alembert, de Jaucourt und die Große Enzyklopädie. Aus dem Englischen von Michael Bischoff. Eichborn, Frankfurt am Main 2005, ISBN 3-8218-4553-8.
- Luxor. Tisch 7, Köln 2006, ISBN 3-938476-11-7.
- The Wines of Austria. Faber & Faber, London 2006, ISBN 0-571-19533-4.
- Der taumelnde Kontinent. Europa 1900–1914. Aus dem Englischen von Philipp Blom. Hanser, München 2009, ISBN 978-3-446-23292-1.
- Böse Philosophen. Ein Salon in Paris und das vergessene Erbe der Aufklärung. Hanser, München 2011, ISBN 978-3-446-23648-6.
- Angelo Soliman – Ein Afrikaner in Wien. Brandstätter, Wien 2011, ISBN 978-3-85033-594-2.
- mit Veronica Buckley: Twilight of the Romanovs: A Photographic Odyssey Across Imperial Russia. Thames & Hudson, London 2013, ISBN 978-0-500-51668-3.
- Die zerrissenen Jahre. 1918–1938. Aus dem Englischen von Philipp Blom. Hanser, München 2014, ISBN 978-3-446-24617-1.
- mit Veronica Buckley: Neue Einblicke in das Kunsthistorische Museum Wien. Brandstätter, Wien 2016, ISBN 978-3-85033-906-3.
- Die Welt aus den Angeln. Eine Geschichte der Kleinen Eiszeit von 1570 bis 1700 sowie der Entstehung der modernen Welt, verbunden mit einigen Überlegungen zum Klima der Gegenwart. Hanser, München 2017, ISBN 978-3-446-25458-9.
- Gefangen im Panoptikum. Reisenotizen zwischen Aufklärung und Gegenwart. Residenz, Salzburg 2017, ISBN 978-3-7017-3418-4.
- Was auf dem Spiel steht. Hanser, München 2017, ISBN 978-3-446-25664-4.[12]
- Eine italienische Reise. Auf den Spuren des Auswanderers, der vor 300 Jahren meine Geige baute. Hanser, München 2018, ISBN 978-3-446-26071-9.
- Nature’s Mutiny: How the Little Ice Age of the Long Seventeenth Century Transformed the West and Shaped the Present. Liveright, New York 2019, ISBN 978-1-63149-404-8.
- Das große Welttheater. Von der Macht der Vorstellungskraft in Zeiten des Umbruchs. Zsolnay, Wien 2020, ISBN 978-3-552-05980-1.
- Die Unterwerfung: Anfang und Ende der menschlichen Herrschaft über die Natur. Hanser, München 2022, ISBN  978-3-446-27421-1.
- Aufklärung in Zeiten der Verdunkelung. Brandstätter, Wien 2023, ISBN 978-3-7106-0737-0.
- Hoffnung. Über ein kluges Verhältnis zur Welt. Hanser, München 2024, ISBN 978-3-446-28135-6.

### Romane
- Bei Sturm am Meer. Zsolnay, Wien 2016, ISBN 978-3-552-05793-7; als TB: dtv Literatur, München 2018, ISBN 978-3-423-14638-8.
- Diebe des Lichts. Blessing Karl Verlag, München 2021, ISBN 978-3-89667-689-4

### Hörspiele
- Glenns Listen, Regie: Peter Kaizar (ORF 2012)
- Vier Stürme, ein Sturm, Regie: Leonhard Koppelmann (ORF 2025)

### Übersetzungen
- Geert Mak: Amsterdam. Harvard University Press, Cambridge 1999, ISBN 0-674-00331-4.
- Daniel Cohn-Bendit, Guy Verhofstadt: Für Europa. Ein Manifest. Hanser, München 2012, ISBN 978-3-446-24187-9.

### Bühnenübersetzungen
- Soliman (Libretto). Ein Projekt mit dem Komponisten Joost van Kerkhoven.
- La colombe. Eine Oper von Charles Gounod. Schönbrunner Schlosstheater, Wien, März 2008.
- The Producers. Etablissement Ronacher, Juni 2008.[falsche Zuordnung der Bühnenfigur zu dieser realen Person]

## Video
- Philosoph & Historiker Philipp Blom – Jung & Naiv: Folge 670,  31. Oktober 2023

## Audio
- Rechtsruck in ganz Europa? In: Deutschlandfunk, Interview mit Peter Kapern, 9. Dezember 2015, 3:45 Minuten (halbes Jahr online)
- «Es steht alles auf dem Spiel». In: Schweizer Radio und Fernsehen, Interview mit Dominic Dillier, 29. Mai 2017, 56:44 Minuten
- Radiointerview zum Buch Die Welt aus den Angeln. In: Ö1-Kulturjournal, 23. Februar 2017, 6:08 Minuten
- Was ist Fortschritt? In: Zukunft Denken, Gespräch mit Alexander Schatten, 14. Juli 2021, 1:14 Stunde

## Dokumentation
- Deep Thought – Das große Gespräch mit Philipp Blom. Regie: Mirjam Devriendt. Interview: Yves Kugelmann, Timescapes bvba, Belgien, 69 Minuten, 2022